# Isla de Loco
Isla de Loco (también escrito Isla del loco, Isla Loco o Cayo Purquí) es el nombre que recibe una isla de Venezuela en las Antillas Menores en la parte meridional del Mar Caribe. Geográficamente esta incluida en el Archipiélago de Los Roques, al centro norte de ese país suramericano. Administrativamente hace parte del Territorio Insular Miranda una subdivisión de las Dependencias Federales. Posee una superficie de 9 hectáreas.

## Historia
La Isla formó parte de la Capitanía General de Venezuela durante la colonización española y ya en la Venezuela independiente fue incluida en el Territorio Federal Colón (entre 1871 y 1908), y las Dependencias Federales desde 1938. En 1972 fue incluida en el Parque nacional Los Roques. Hasta 2011 formó parte de la Autoridad Única de Área de Los Roques que fue liquidada para dar paso al gobierno del Territorio Insular.

## Geografía
La isla posee una superficie aproximada de 9 hectáreas (equivalentes a 0,09  kilómetros cuadrados) con un perímetro de 1,38 kilómetros). Se ubica al sureste de Crasquí al este de la Isla Agustín (también llamada Prestonquí), al oeste de Rabusquí, al noroeste de Burquí y al este de la Isla Larga.